# San Biagio della Fossa
San Biagio della Fossa ou Igreja de São Brás da Fossa era uma igreja de Roma, Itália, localizada no rione Ponte, na via de mesmo nome e a poucos passos de Santa Maria della Pace, no cruzamento da moderna via della Pace com a vicolo degli Osti. Foi demolida em torno de 1813.

## História e descrição
A identificação correta desta igreja é incerta. É possível que seja a igreja chamada de Sancti Blassi Achariorum, relembrada numa bula do papa Urbano III em 1186 entre as igrejas afiliadas à basílica de San Lorenzo in Damaso. Ela é mencionada no Catálogo de Censio Camerario (1192) no nº 301 com o nome de Sancto Blasio de Circlo. Do século XV em diante, o nome San Biagio della Fossa, que se impôs daí em diante, era uma referência a uma fossa que ficava no jardim da igreja. Todavia, no catálogo do papa Pio V, ela é chamada ainda de San Biagio alla Pace e, em outras fontes do século XVI, de San Biagio de Trivio, pois ficava no cruzamento de três vias (via della Pace, vicolo degli Osti e via di Monte Vecchio).
Era uma igreja paroquial. Em 1569, passou a depender do batistério de San Lorenzo, o que significava que não tinha mais condições de realizar seus próprios batismos. Em 1626, adquiriu o território da antiga paróquia de San Nicola in Navona. Foi, por sua vez, suprimida em 1726 e seu território foi dividido entre as paróquias de San Tommaso in Parione e Santi Simone e Giuda.
Foi restaurada pela primeira vez em 1541 graças ao bispo de Montepeloso, Bernardino Tempestini.
Uma outra restauração foi refeita em 1658 por iniciativa do pároco Agostino Albertini Romano. Desta vez, a fachada foi decorada com um afresco de Paolo Guidotti sobre São Brás. No interior havia três altares: o da direita estava decorado com uma do mesmo Guidotti sobre "São Nicolau e a Madona com o Menino"; o da esquerda abrigava uma "Pietà", cópia de um original de Carracci; no altar-mor estava uma peça-de-altar de um discípulo de Guidotti sobre o "Milagre de São Brás".
Uma terceira reforma ocorreu em 1725, quando, por ocasião do jubileu, a igreja foi reconsagrada por Domenico de Rossi, bispo de Vulturara e Montecorvino. Depois de suprimida a paróquia, a igreja foi entregue primeiro para a "Confraria dos Armazenadores" e, depois, para a dos estalajadeiros. No jubileu de 1750, era possível conseguir uma indulgência na igreja dos "Santos Brás e Martinho da Paz" (em italiano:  Santi Biagio e Martino alla Pace) para todos os estalajadeiros e garçons.
Durante a ocupação napoleônica de Roma, a igreja foi desconsagrada e deixada em condições lamentáveis, o que levou à sua demolição para a construção moradias populares.